# 重尾分布

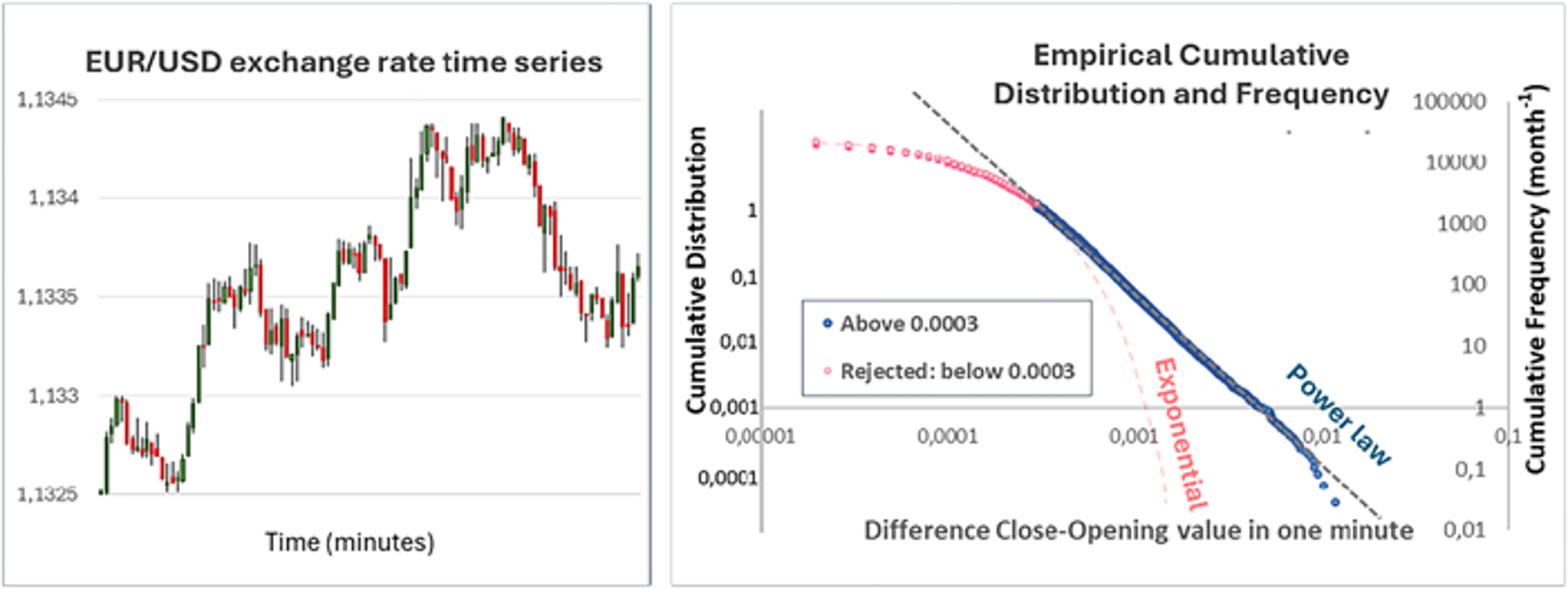
此图为2015-2017年两年期间欧元兑美元汇率逐分钟变化的重尾分布示例。 极值（图表右侧）显示的频率比指数随机变量高几个数量级。摘自Guerriero等人（2025年），经修改。

在概率论中，重尾分布（英語：Heavy-tailed distribution）是一種概率分布的模型，它的尾部比指數分布還要厚。在許多狀況中，通常右邊尾部的分布會比較受到重視，但左邊尾部比較厚，或是兩邊尾部都很厚的狀況，也會被認為是一種重尾分布。
重尾分布之中，又有兩個子類型，分別稱為長尾分布（long-tailed distributions）以及次指數分布（subexponential distributions）。

## 定義

### 重尾分布
在一個累積分布函數中，一個随机变量 X　的分布狀況，在以下狀況時，被稱為是一個重尾分布。假設： 
{\displaystyle \lim _{x\to \infty }e^{\lambda x}\Pr[X>x]=\infty \quad {\mbox{for all }}\lambda >0.\,}
如果以尾部分布函數的方式來呈現時，
{\displaystyle {\overline {F}}(x)\equiv \Pr(X>x)\,}
最後可以被寫成：
{\displaystyle \lim _{x\to \infty }e^{\lambda x}{\overline {F}}(x)=\infty \quad {\mbox{for all }}\lambda >0.\,}
這相當於一個動差生成函數 F, MF(t) ，對所有的t > 0 來說，都是無限的。
重尾分布的左尾，與雙尾分布，定義相同。

### 長尾分布
在一個累積分布函數中，一個随机变量 X　的分布，出現以下狀況時，被稱為是一個長尾分布。假設對所有t > 0 ：
{\displaystyle \lim _{x\to \infty }\Pr[X>x+t|X>x]=1,\,}
這相等於
{\displaystyle {\overline {F}}(x+t)\sim {\overline {F}}(x)\quad {\mbox{as }}x\to \infty .\,}
對一個右尾部形成長尾分布的狀況，我們可以做一個直觀的解釋：假如一個長尾分布的尾部數量超過某個很高的水準，它超過另一個更高水準的機率會接近於一。也就是說，如果你發現狀況很糟，它可能會比你想像的還要糟。
長尾分布是重尾分布中的一個特例。所有的長尾分布都是重尾分布，但反之則不然，也就是說，我們可以找出某一個重尾分布，它不是長尾分布。

### 次指數分布
次指數分布是以機率分佈的摺積定義出來的。兩個獨立、不同的隨機變數 {\displaystyle X_{1},X_{2}}的共同分布函數{\displaystyle F} ，它自己的摺積定義為 {\displaystyle F^{*2}}，使用勒貝格-史台傑斯積分（Lebesgue–Stieltjes integration）
定義為：
{\displaystyle \Pr[X_{1}+X_{2}\leq x]=F^{*2}(x)=\int _{-\infty }^{\infty }F(x-y)\,dF(y).}
n-fold摺積的{\displaystyle F^{*n}} 也以同樣方式定義。其尾端分布函數 {\displaystyle {\overline {F}}} 定義為{\displaystyle {\overline {F}}(x)=1-F(x)}。
當以下式子成立，機率分佈函數{\displaystyle F}在正的中線（positive half-line）上，被定義為次指數分布：
{\displaystyle {\overline {F^{*2}}}(x)\sim 2{\overline {F}}(x)\quad {\mbox{as }}x\to \infty .}
這也意味著，對所有 {\displaystyle n\geq 1}來說：
{\displaystyle {\overline {F^{*n}}}(x)\sim n{\overline {F}}(x)\quad {\mbox{as }}x\to \infty .}